# Saint-Germain-l'Herm
Saint-Germain-l'Herm è un comune francese di 546 abitanti situato nel dipartimento del Puy-de-Dôme nella regione dell'Alvernia-Rodano-Alpi.

## Società

### Evoluzione demografica
Abitanti censiti